# Lac Boehmer
Pour les articles homonymes, voir Boehmer.
Le lac Boehmer est un lac artificiel salé et pollué situé dans le comté de Pecos au Texas.
Le lac est apparu en 2003, et il s'étend progressivement depuis cette date. Il a une superficie de six acres (soit 2,4 hectares), et il est trois fois plus salé que l'eau de mer. Le niveau de sulfates est 25 fois plus élevé que la norme légale pour l'eau potable. Sa teneur en métaux lourds menace directement la nappe phréatique.

## Origine
Dans les années 1940 et 1950, des forages pour la prospection de puits de pétrole ont été réalisés dans la région d'Imperial. Aucun n'a produit du pétrole, mais les forages ont fait remonter à la surface de l'eau salée et ils ont été abandonnés. Le nom du lac provient du propriétaire du terrain, Bernard Boehmer. Le terrain aurait été revendu, mais le propriétaire actuel n'est pas identifié. Le lac est considéré comme un accident industriel, sans aucun responsable identifié.